# Вилхелм II
Вижте пояснителната страница за други личности с името Вилхелм II.
Вилхелм II, с пълно име Фридрих Вилхелм Виктор Алберт Пруски (на немски: Friedrich Wilhelm Viktor Albrecht von Preußen; * 27 януари 1859; † 4 юни 1941) е последният германски кайзер и крал на Прусия, управлявал Германската империя от 15 юни 1888 до 9 ноември 1918 г. След неговата абдикация Германия е обявена за република. Той е син на германския император (кайзер) Фридрих III от династията Хоенцолерн, негов предшественик на трона, който управлява само 99 дни, внук на британската кралица Виктория по майчина линия и е роднина на мнозина европейски монарси и принцове. През 1890 г. той уволнява канцлера Ото фон Бисмарк. През 1914 г. подкрепя Австро-Унгария в Юлската криза, довела до Първата световна война. Бомбастичен и поривист, той понякога прави нетактични изявления по чувствителни теми без да се консултира с министрите си. Един такъв политически гаф е интервю за британския вестник „Дейли Телеграф“ през 1908 г., след което губи част от властта си. Неговите генерали Паул фон Хинденбург и Ерих Лудендорф диктуват политиката през Първата световна война и нямат уважение към цивилното правителство. Неефективен като военен лидер, той губи подкрепата на армията, абдикира през ноември 1918 и бяга в изгнание в Нидерландия.

## Произход и ранни години
Вилхелм е роден на 27 януари 1859 г. в двореца Кронпринц, Берлин, в семейството на принц Фридрих Вилхелм Пруски (бъдещия Фридрих III) и принцеса Виктория от Обединеното кралство (първородна дъщеря на кралица Виктория). Той е първият внук на кралица Виктория и принц Алберт, но по-важното е, че като първи син на кронпринца на Прусия, от 1861 г. Вилхелм става втори в линията на унаследяване на престола на Прусия, а също така, след 1871 г., и на Германската империя, която според конституцията се управлява от пруския крал. Той е роднина на мнозина кралски фигури в Европа и поддържа приятелски отношения с братовчедите си цар Николай II на Русия и крал Джордж V на Обединеното кралство.
Травматично седалищно раждане го оставя с изсъхнала лява ръка поради парализа на Ерб, която успява с известен успех да прикрие. На много фотографии той носи две бели ръкавици на лявата си ръка, за да направи ръката си да изглежда по-дълга, държи лявата си ръка с дясната или я поставя върху дръжката на меч или бастун, за да създаде впечатление на нормален крайник.
От 6-годишна възраст Вилхелм е обучаван и силно повлиян от 39-годишния учител Георг Хинцпетер. Като юноша учи в Касел във Фридрихгимназиум и в Бонския университет, където става член на Corps Borussia Bonn. Вилхелм притежава схватлив ум.
Като потомък на кралската династия Хоенцолерн, Вилхелм от ранна възраст е подложен на влиянието на войнолюбивата пруска аристокрация. Това му оказва голямо влияние. Като зрял мъж той рядко е виждан не в униформа. Хипер-мъжествената военна култура на Прусия през този период в значителна степен оформя политическите му идеали и лични взаимоотношения.
Вилхелм гледа на баща си принц Фридрих с дълбока любов и уважение. Статутът на баща му като герой от войните за обединение в голяма степен обуславя отношението на малкия Вилхелм, поради обстоятелствата, в които е роден и отгледан; близък емоционален контакт между баща и син не се насърчава. По-късно, когато влиза в контакт с политическите опоненти на баща си, Вилхелм възприема по-нееднозначни чувства към него поради влиянието на майка му. Вилхелм също така боготвори дядо си, Вилхелм I, и по-късно играе централна роля в опитите да се създаде култ към първия германски император като „Вилхелм Велики“.
В много отношения Вилхелм е жертва на наследството си и на машинациите на Ото фон Бисмарк. Когато Вилхелм е на двадесет и няколко години Бисмарк се опитва да го отдели от родителите му (които се противопоставят на Бисмарк и политиката му) с известен успех. Бисмарк планира да използва младия принц като оръжие срещу тях, за да запази политическата си доминация. По този начин Вилхелм развива противоречиви взимоотношения с родителите си и особено с английската си майка. В едно избухване през април 1889 г. Вилхелм яростно подмята, че „английски доктор уби баща ми и английски доктор осакати ръката ми – което е вина на майка ми“, по повод на това, че майка му не позволява на германски лекари да се грижат за нея или семейството ѝ.

## Управление (1888 – 1918)

### Възкачване на престола
Вилхелм I умира в Берлин на 9 март 1888 г. и бащата на принц Вилхелм е обявен за император като Фридрих III. Той вече страда от неизлечим рак на гърлото и прекарва само 99 дни на трона, като през цялото време се бори с болестта, но скоро умира. На 15 юни същата година Вилхелм на 29 години го наследява като крал на Прусия и германски император.

### Вътрешна политика

#### Уволнението на Бисмарк
Въпреки че в младостта си е бил голям почитател на Ото фон Бисмарк, характерното нетърпение на Вилхелм скоро го вкарва в конфликт с „Железния канцлер“, доминиращата фигура в основаването на неговата империя. Новият император се противопоставя на внимателната външна политика на Бисмарк, предпочитайки енергична и бърза експанзия, за да защити германското „място под слънцето.“ Младият император идва на трона с решимостта да управлява, не само да царува, за разлика от дядо си, който в голяма степен оставя всекидневната администрация на Бисмарк.
Ранни конфликти между Вилхелм II и неговия канцлер скоро отравят взаимоотношението между двамата. Бисмарк смята, че може да доминира над младия император и показва малко уважение за политиката на Вилхелм в края на 80-те години на 19 век. Последният разрив между монарха и държавника става след опит на Бисмарк да приложи широкообхватен антисоциалистически закон в началото на 90-те години.
Бисмарк подава оставка по настояване на Вилхелм II през 1890 на 75-годишна възраст и е наследен като канцлер на Германия и министър-председател на Прусия от Лео фон Каприви, който на свой ред е сменен от Хлодвиг цу Хоенлое-Шилингсфюрст през 1894. След уволнението и на Хоенлое през 1900, Вилхелм назначава Бернхард фон Бюлов, когото счита за „свой собствен Бисмарк“.
Във външната политика дотогава Бисмарк постига крехко равновесие между интересите на Германия, Франция и Русия – мирът е близо и Бисмарк се опитва да го поддържа въпреки растящото народно недоволство против Великобритания (по въпроса за колониите) и особено срещу Русия. С уволнението на Бисмарк руснаците сега очакват обръщане на политиката в Берлин и затова набързо се разбират с Франция, започвайки процес, който в голяма степен изолира Германия до 1914 г.

#### „Новият курс“ на Вилхелм II
Назначавайки Каприви и след това Хоенлое, Вилхелм предприема това, което е известно в историята като „Новият курс“, в който се надява той да оказва решително влияние в управлението на империята. Има дебат сред историците относно точната степен, до която Вилхелм успява да приложи „лично управление“ през този период, но това, което е ясно, е много различната динамика, която съществува между короната и нейния главен политически служител (канцлерът) във „Вилхелмовата епоха“. Изброените канцлери са висши държавни служители, а не закалени политици-държавници като Бисмарк. Вилхелм иска да изключи появата на друг „Железен канцлер“, който позволява на министрите да се срещат с кайзера само в негово присъствие и не пуска хватката над ефективната политическа власт. При принудителното му оттегляне, а и до смъртта си, Бисмарк се превръща в отявлен критик на политиката на Вилхелм, но няма много възможности да оказва решително влияние, макар че успява да създаде „мита за Бисмарк“. Това е мнението – което според някои е доказано от последвалите събития – че с уволнението на Железния канцлер, Вилхелм II ефективно е унищожил всякакъв шанс на Германия да има стабилно и ефективно правителство. Според това мнение „Новият курс“ на Вилхелм се характеризира много повече с изпускането на контрола върху германския държавен кораб, което в крайна сметка довежда чрез поредица кризи до Първата и Втората световна война.
В началото на 20 век Вилхелм започва да се концентрира върху реалната си цел: създаване на германски флот, който да съперничи на британския и да позволи на Германия да се обяви за световна сила. Той заповядва на военните си лидери да прочетат книгата на адмирал Алфред Махеан, Влиянието на морската мощ над историята, и прекарва часове в рисуване на скици на кораби, които иска да построи. Бюлов и Бетман-Холвег, негови лоялни канцлери, се грижат за вътрешните работи и Вилхелм започва да предизвиква тревога сред министър-председателите на Европа с все по-ексцентричните си възгледи за външната политика.

#### Покровител на науката и изкуството
Вилхелм II ентусиазирано покровителства науката и изкуството, както и общественото образование и социалното благополучие. Той спонсорира Обществото кайзер Вилхелм за насърчаването на научните изследвания; то се финансира от богати частни донори и от държавата и се състои от голям брой научни институти по чиста и приложна наука. Пруската академия на науките не може да избегне натиска на кайзера и губи част от автономността си, като е принудена да включи нови програми по инженерство и да създаде нови специалности по инженерни науки в резултат на дарение от кайзера през 1900 г.
Вилхелм II подкрепя модернизаторите, когато те се опитват да реформират пруската гимназиална система, която е утвърдено традиционна, елитарна, политически авторитарна и непроменена от прогреса в природните науки. Като наследствен Протектор на Ордена на Св. Йоан той окуражава опитите му да постави германската медицина в предния фронт на модерната медицинска практика чрез система от болници, училища за медицински сестри и частни клиники из цялата Германска империя. Вилхелм продължава да е Протектор на ордена дори и след абдикацията си през 1918 г., тъй като постът е привързан към главата на династия Хоенцолерн.

### Външна политика
Германската външна политика при управлението на Вилхелм II е изправена пред голям брой значителни проблеми. Може би най-очевидният е, че Вилхелм II е нетърпелив човек, субективен в реакциите си и силно се влияе от чувства и импулси. Сега е широко признато, че различни драматични действия, които предприема Вилхелм в международната сфера, са отчасти окуражавани от германския външнополитически елит. Има обаче голям брой ключови изключения, като известната Телеграма Крюгер през 1896 г., в която Вилхелм поздравява президента Паул Крюгер на Трансваалската република за отблъскването на набега на Джеймсън и така скандализира британското обществено мнение.
Вилхелм измисля и разпространява страхове за жълта опасност, опитвайки се да убеди други европейски владетели в опасностите, пред които са изправени при нахлуването в Китай, но малцина лидери му обръщат внимание. След убийството на Клеменс фон Кетелер по време на Боксерското въстание през 1900 г., в Китай са изпратени германски войски. Под управлението на Вилхелм Германия се опитва да развие колониите си в Африка и Тихия океан, но малко от тях стават самоиздържащи се и всичките са изгубени през Първата световна война.
Един от малкото успехи в личната дипломация на Вилхелм, е когато поддържа ерцхерцога на Австрия Франц Фердинанд да се ожени за Софи Хотек през 1900 срещу желанията на император Франц Йосиф.
Един домашен триумф за Вилхелм е, когато неговата дъщеря Виктория Луиза се жени за Ернст Август, херцога на Брауншвайг през 1913 г.; това помага за оздравяване на разрива между Династия Хановер и Династия Хоенцолерн след анексирането на Хановер от Прусия през 1866 г.

#### Първа мароканска криза
Една от големите грешки на Вилхелм II дава искрата на Първата мароканска криза през 1905 г., когато Вилхелм прави ефектно посещение в Танжер, Мароко. На присъствието на Вилхелм се гледа като на затвърждаване на германските интереси в Мароко, противопоставяйки се на Франция. В речта си той дори прави забележки в полза на мароканската независимост. Това води до търкане с Франция, която има разширяващи се колониални интереси в Мароко и води до конференцията в Алхесирас, която служи главно за по-нататъшна изолация на Германия в Европа.

#### „Аферата Дейли Телеграф“
Може би най-сериозната лична грешка на Вилхелм на арената на външната политика оказва по-голямо въздействие в Германия, отколкото по света. Епизодът му струва много от неговия престиж и власт. Аферата с вестник„Дейли Телеграф“ през 1908 г. произтича от публикуването на интервю в британския всекидневник, което включва невъздържани изявления и дипломатически навреждащи забележки. Вилхелм счита интервюто за възможност за популяризиране на възгледите и идеите си за англо-германското приятелство, но вместо това, поради непремерените си емоционални изблици в него, той настройва против себе си не само британския народ, но и французите, руснаците и японците, като намеква, че германците не ги е грижа за британците; че французите и руснаците са се опитали да подстрекават Германия да се намеси във Втората бурска война и че германското военноморско укрепване е насочено срещу японците, а не срещу Великобритания. Един паметен цитат е „Вие англичаните сте луди, луди, луди като мартенски зайци.“ Ефектът в Германия е значителен, със сериозни призиви за неговата абдикация. Много месеци след фиаското с „Дейли Телеграф“ Вилхелм се въздържа от шумни изяви и по-късно си отмъщава на принц Бюлов, като го принуждава да подаде оставка, защото не бил редактирал текста на интервюто преди публикуването.
Кризата с „Дейли Телеграф“ дълбоко ранява преди това желязната самоувереност на Вилхелм, дотолкова, че той скоро получава тежък пристъп на депресия, от която никога не се възстановява напълно (фотографии от периода след 1908 г. показват мъж с много по-изпити черти и посивяваща коса) и той губи много от влиянието, което преди това е упражнявал във вътрешната и външната политика. Британското обществено мнение е било доста благосклонно към кайзера в първите му 12 години на трона, но се вгорчава към края на 1890-те години. По време на Първата световна война той става централната мишена на британската антигерманска пропаганда като олицетворение на омразен враг.

#### Военноморска експанзия
Най-важното нещо, което Вилхелм II прави на международната арена, е решението му да следва политика на укрепване на военноморските сили. Любимият му проект е създаването на мощен флот. Той е наследил от майка си любов към Британския кралски флот, който по онова време е най-големият в света. Веднъж доверява на чичо си Едуард VII, че мечтата му е да има „мой собствен флот един ден“. Недоволството на Вилхелм заради лошото представяне на неговия флот на Флотския преглед на празненствата за Диамантения юбилей на баба му, кралица Виктория, съчетана с невъзможността му да упражнява германско влияние в Южна Африка след изпращането на Телеграмата Крюгер, води до вземането на решителни стъпки от Вилхелм за строеж на флот, който да съперничи на флота на британските му братовчеди. Вилхелм има щастието да може да разчита на службата на динамичния военноморски офицер Алфред фон Тирпиц, когото назначава за глава на Имперския военноморски офис през 1897 г.
Новият адмирал е измислил т.нар. „Теория на риска“ или План Тирпиц, според който Германия може да принуди Великобритания да се съгласи с германските искания на международната арена чрез заплахата на един мощен боен флот, концентриран в Северно море. Тирпиц се ползва с пълната подкрепа на Вилхелм за последователни военноморски закони от 1897 и 1900 г., чрез които германския флот е построен така, че да съперничи с британския. Военноморското разрастване по Флотските закони в крайна сметка води до сериозни финансови затруднения в Германия до 1914 г., тъй като до 1906 г. Вилхелм е заповядал на флота си да построи много по-големите и по скъпи дредноути.
През 1889 г. Вилхелм II реорганизира висшия контрол на флота чрез създаване на Военноморски кабинет, еквивалентен на Германския имперски военен кабинет, който преди това функционира в същия капацитет както за армията, така и за флота. Главата на военноморския кабинет е отговорен за повишения, назначения, администрация и издаване на заповеди към военноморските сили. Капитан Густав фон Сенден-Бибран е назначен като негов първи глава и остава такъв до 1906 г. Съществуващото Имперско адмиралтейство е разформировано и неговите отговорности са разделени между две организации. Създадена е нова позиция (еквивалентна на върховен главнокомандващ на армията), шеф на висшето командване на адмиралтейството (Oberkommando der Marine), отговорен за разполагането на кораби, стратегия и тактика. Вицеадмирал Макс фон дер Голц е назначен през 1889 и остава на поста до 1895 г. Строежа и поддръжката на кораби и получаването на припаси е отговорност на Държавния секретар за Имперския военноморски офис (Reichsmarineamt), отговорен пред канцлера и съветващ Райхстага по военноморски въпроси. Първият назначен е контраадмирал Едуард Хойснер, последван скоро от контраадмирал Фридрих фон Холман от 1890 до 1897 г. И тримата глави на отдели докладват отделно на Вилхелм II.
В допълнение към експанзията на флота е открит Килския канал през 1895 г., позволяващ по-бързо придвижване между Северно и Балтийско море.

### Първа световна война

#### Сараевската криза
Вилхелм е приятел на австрийския ерцхерцог Франц Фердинанд и е дълбоко шокиран от неговото убийство на 28 юни 1914 г. Той предлага подкрепа на Австро-Унгария за смазване на Черната ръка, тайната организация организирала убийството, и дори одобрява използването на сила срещу възприетия източник на движението – Сърбия (често наричано „празния чек“). Той иска да остане в Берлин до разрешаването на кризата, но неговите придворни го убеждават вместо това да отиде на ежегодния си круиз в Северно море на 6 юли 1914 г. Вилхелм прави непостоянни опити да остане в контрол на кризата чрез телеграми и когато Австро-Унгарския ултиматум е предаден на Сърбия, той набързо се връща в Берлин. Достига Берлин на 28 юли, прочита копие на сръбски отговор и написва на него:
| “ | Брилянтно решение – и само за 48 часа! Това е повече отколкото можеше да се очаква. Голяма морална победа за Виена, но с нея всеки претекст за война пада на земята и [посланикът] Гиезл по добре да беше останал тихо в Белград. По този документ никога не бих дал заповеди за мобилизация. | ” |

Неизвестно за императора, австро-унгарски министри и генерали вече са убедили 84-годишния Франц Йосиф да подпише декларация на война срещу Сърбия. Като директна последица Русия започва генерална мобилизация, за да нападне Австрия в защита на Сърбия.

#### Юли 1914
На 30 юли, когато му се дава документ, заявявайки, че Русия няма да отмени мобилизацията си, Вилхелм написва дълъг коментар, съдържащ тези наблюдения:
| “ | ...Защото не се съмнявам повече, че Англия, Русия и Франция са се наговорили помежду си – знаейки че нашите договорни задължения ни принуждават да подкрепим Австрия – да използват австро-сръбския конфликт като претекст за водене на война на унищожение срещу нас... Нашата дилема да удържим на думата си към стария почитаем император е експлоатирана, за да се създаде ситуация, която дава на Англия извинението, което е търсила, за да ни унищожи с фалшив външен вид на справедливост по претекста, че помага на Франция и поддържа добре известното Равновесие на силите в Европа, т.е. отиграва всички европейски държави за собствена полза срещу нас. | ” |

Вилхелм също заявява:
| “ | Безскрупулност и слабост ще започнат най-ужасната война на света, чиято цел е да се унищожи Германия. Защото не може повече да има съмнения, Англия, Франция и Русия са се уговорили помежду си да водят война на унищожение срещу нас. | ” |

Когато става ясно, че Германия ще трябва да води война на два фронта и че Великобритания ще влезне във войната, ако Германия нападне Франция през неутрална Белгия, Вилхелм се опитва да насочи основната атака срещу Русия. Когато Хелмут фон Молтке (който е избрал стар план от 1905 г., изработен от генерал Алфред фон Шлифен за възможността за германска война на два фронта) му казва, че това е невъзможно, Вилхелм казва: „Вашият чичо би ми дал различен отговор!“ Вилхелм също казва, „Да си помислиш, че Джордж и Ники са ме измамили! Ако моята баба беше жива, никога нямаше да го позволи.“ В първоначалния План Шлифен, Германия ще нападне първо предполагаемият по-слаб враг, което означава Франция. Планът предвижда да е необходимо дълго време преди Русия да е готова за война. Победата над Франция е била лесна за Прусия във Френско-пруската война през 1870 г. Вилхелм убеждава фон Молтке да не напада Холандия.

#### Кайзер в сянка
Ролята на Вилхелм по време на войната е с все по-намаляваща власт, като той все повече се занимава с награждавания и почетни длъжности. Висшето командване продължава със своята стратегия дори когато става ясно, че Планът Шлифен се е провалил. До 1916 г. империята де факто се е превърнала във военна диктатура по контрола на фелдмаршал Паул фон Хинденбург и генерал Ерих Лудендорф. Все повече отрязан от реалността и вземането на политически решения Вилхелм се колебае между пораженчество и мечти за победа, в зависимост от съдбините на армиите му. Въпреки това той все още задържа крайната власт по въпроси за политически назначения и само след спечелването на неговото съгласие могат да се правят големи промени във висшето командване. Вилхелм поддържа уволнението на Хелмут фон Молтке младши през септември 1914 и заместването му с Ерих фон Фалкенхайн.
През 1917 г., Хинденбург и Лудендорф решават, че Бетман-Холвег вече не е приемлив за тях като канцлер и призовават кайзера да назначи някой друг. Когато са запитани кого ще приемат, Лудендорф препоръчва Михаелис, когото едва познава. Кайзерът не познава Михаелис, но приема предложението. Когато чува през юли 1917, че братовчед му Джордж V е променил името на британската кралска династия на Уиндзор, Вилхелм отбелязва, че планира да гледа Веселите сакскобургготки (шега с Веселите уиндзорки). Подкрепата за кайзера рухва напълно през октомври-ноември 1918 г. в армията, в цивилното правителство и в германското обществено мнение, като президентът на САЩ Удроу Уилсън пояснява, че кайзерът не може вече да участва в преговори за мир.

### Абдикация и бягство
Към края на 1918 г. Вилхелм е в щабквартирата на Имперската армия в Спа, Белгия, когато го изненадват въстанията в Берлин и други центрове. Бунтът в редиците на любимия му Кайзеров имперски флот дълбоко го шокира. След избухването на Ноемврийската революция, Вилхелм не може да реши дали да абдикира или не. Дотогава той е уверен, че дори да бъде задължен да оваканти германския трон, все още ще може да задържи пруския. Нереалността на това вярване е разкрита, когато абдикацията на Вилхелм като германски император и крал на Прусия е обявена внезапно от канцлера принц Макс Баденски на 9 ноември 1918 г. Самият принц Макс е принуден да подаде оставка същия ден, когато става ясно, че само Фридрих Еберт, лидер на Социалдемократическата партия, може ефективно да оказва контрол.
Вилхелм се съгласява с абдикацията едва когато заменилият Лудендорф генерал Вилхелм Грьонер го е информирал, че офицери и войници ще се върнат в добър ред под командването на Паул фон Хинденбург, но със сигурност няма да се бият за трона на Вилхелм на вътрешния фронт. Последната и най-силна подкрепа за монархията е пречупена и накрая дори самия Хинденбург, който цял живот е подкрепял монархията, е задължен, с известно смущение да посъветва императора да се откаже от короната, като по този начин прекратява Хоенцолернската династия, просъществувала пет века.
Фактът, че Висшето командване може един ден да изостави Вилхелм, е предвиден през декември 1897 г., когато Вилхелм за последен път посещава Ото фон Бисмарк. Бисмарк го предупреждава за увеличаващото се влияние на милитаристите, особено на адмиралите, които се стремят към строежа на боен флот. Последното предупреждение на Бисмарк е:
| “ | Ваше величество, докато имате настоящия офицерски корпус, можете да правите каквото искате. Но когато това вече не е така, ще бъде много трудно за вас. | ” |

Впоследствие Бисмарк точно предрича:
| “ | Йена идва двадесет години след смъртта на Фридрих Велики; катастрофата ще дойде двадесет години след моето заминаване, ако нещата продължат така. ― предвиждане, осъществено с точност почти до самия месец. | ” |

На 10 ноември Вилхелм Хоенцолерн като частно лице прекосява границата с влак и заминава в изгнание в Нидерландия, която е останала неутрална през цялата война. При подписването на Версайския договор в началото на 1919, член 227 специфично изисква съд за Вилхелм „за върховно нарушаване на международния морал и святостта на договорите“, но кралица Вилхелмина отказва да го екстрадира въпреки апела от съюзниците. Крал Джордж V пише, че гледа на братовчед си като на „най-големия престъпник в историята“, но се противопоставя на предложението на министър-председателя Дейвид Лойд Джордж „да се обеси Кайзера“. Президентът Уилсън отхвърля екстрадиция, твърдейки, че ако се накаже Вилхелм за това, че е водил война, това ще дестабилизира международния ред и ще изгуби мира.
Някогашният император се заселва първо в Амеронген, където на 28 ноември формално обявява абдикацията си. Впоследствие купува селска къща в община Доорн на 16 август 1919 и се премества на 15 май 1920 г. Това е неговият дом за остатъка от живота му. От тази резиденция Вилхелм освобождава офицерите и прислужниците си от клетвата си за вярност към него, но самият той никога не изоставя титлите си и се надява някога да се върне в Германия. Ваймарската република позволява на Вилхелм да вземе 23 вагона с мебели, 27 с багаж, 1 с кола и друг с лодка, от Новия дворец в Потсдам.

## Смърт
Вилхелм II умира от белодробен емболизъм в Доорн, Нидерландия, на 4 юни 1941 на възраст 82, по-малко от три седмици преди германското нахлуване в Съветския съюз. Германски войници пазят имението му. Адолф Хитлер обаче се разгневява, когато разбира, че бившия монарх има почетна стража и почти уволнява генерала, която я е заповядал. Въпреки личната си враждебност към Вилхелм Хитлер иска да върне тялото на Вилхелм в Берлин за държавно погребение, тъй като Вилхелм е символ на Германия и германците през Първата световна война. Хитлер чувства, че това ще демонстрира на германците прякото наследяване на Третия райх от стария Кайзеров райх. Желанията на Вилхелм да не се върне в Германия до възстановяване на монархията обаче са уважени и германските окупационни власти провеждат малко военно погребение с неколкостотин присъстващи, включително Август фон Макензен и няколко други военни съветници. Искането на Вилхелм на погребението му да не се показва свастиката и други нацистки символи обаче са пренебрегнати и те се виждат на снимките, направени от холандски фотограф.
Погребан е в мавзолей в двора на имението му Хуис Доорн, което е станало място на поклонение за германските монархисти. Малки, но ентусиазирани техни групи се събират в имението му всяка година на годишнината от смъртта му, за да отдадат почет на последния германски император.